# WFV-Pokal 2022/23
Der WFV-Pokal 2022/23 war die 71. Austragung des Männer-Pokalwettbewerbs durch den Württembergischen Fußballverband als Amateurwettbewerb. Titelverteidiger waren die Stuttgarter Kickers, die als baden-württembergischer Oberligist im Vorjahr Rekordtitelträger SSV Ulm 1846 im Elfmeterschießen besiegten. Die TSG Balingen bezwang den Titelverteidiger, Stuttgarter Kickers, im Finale im Elfmeterschießen mit 5:4, nachdem es nach regulärer Spielzeit und Verlängerung 1:1 stand.

## Modus und Hintergrund
Im diesjährigen Wettbewerb nahmen 119 Mannschaften teil, um den WFV-Pokalsieger und damit Teilnehmer am DFB-Pokal 2023/24 zu bestimmen. Die ersten drei Runden des Pokalwettbewerbs wurden in vier regionalen Gruppen ausgetragen, ab dem Achtelfinale wird verbandsweit ausgespielt. Dabei traten die Stuttgarter Kickers in Gruppe 3, der SSV Ulm 1846 in Gruppe 4 an. Am 7. Juli 2022 wurde die erste Runde ausgelost, mit der der Wettbewerb Ende Juli startete. Bis Anfang September fanden die ersten drei Runden statt, das letzte Spiel der regionalen Gruppen wurde dabei am 14. September ausgetragen.
Das Endspiel findet wie seit 2015 üblich in Stuttgart statt, das Gazi-Stadion auf der Waldau ist als Endspielaustragungsort vorgesehen. Anfang Mai 2023 wurde die Anstoßzeit des Endspiels für die Übertragung im Rahmen des Finaltags der Amateure im Ersten auf 16:15 Uhr festgelegt und zudem mit Manuel Bergmann der Final-Schiedsrichter bekannt gegeben.

## Achtelfinale
Die Achtelfinalspiele wurden am 20. September von Stürmer Janik Michel vom Oberligisten FC Holzhausen gezogen, der mit seinem Klub die Runde der letzten 16 Mannschaften erreichte und zum Zeitpunkt der Auslosung mit zehn Toren in der Oberliga-Spielzeit 2022/23 die Torschützenliste anführte.
|                                      | Ergebnis        |                                  |
| ------------------------------------ | --------------- | -------------------------------- |
| 1. FC Normannia Gmünd (VL)           | 0:0 (3:0 i. E.) | FSV 08 Bietigheim-Bissingen (OL) |
| FV Rot-Weiß Weiler (LL)              | 2:0             | TSG Backnang (OL)                |
| Sport-Union Neckarsulm (OL)          | 0:0 (6:5 i. E.) | SSV Ulm 1846 (RL)                |
| SV Fellbach (VL)                     | 0:2             | Stuttgarter Kickers (OL)         |
| VfB Bösingen (LL)                    | 0:2             | VfR Aalen (RL)                   |
| FC 07 Albstadt (LL)                  | 1:1 (3:4 i. E.) | Türkspor Neu-Ulm (LL)            |
| FC Holzhausen (OL)                   | 0:2             | TSG Balingen Fußball (RL)        |
| TSG Hofherrnweiler-Unterrombach (VL) | 2:3             | SSV Ehingen-Süd (VL)             |

* Klassentiefere Mannschaften genießen Heimrecht
Trotz überlegener Spielführung schied Rekordpokalsieger SSV Ulm 1846 im Auswärtsspiel bei der eine Spielklasse tiefer antretenden Sport-Union Neckarsulm im Elfmeterschießen aus, der damit erstmals seit 2017 nicht im Endspiel des Pokalwettbewerbs stehen wird. Ebenso gelangen dem Sechstligisten 1. FC Normannia Gmünd, ebenfalls im Elfmeterschießen gegen den FSV 08 Bietigheim-Bissingen, und dem Siebtligisten FV Rot-Weiß Weiler gegen die zwei Klassen höher spielende TSG Backnang Überraschungen gegen höherklassige Mannschaften. Titelverteidiger Stuttgarter Kickers setzte sich in einem Lokalderby unterdessen beim Stuttgarter Vorortverein SV Fellbach durch.

## Viertelfinale
Die Viertelfinalspiele wurden am 20. Januar von wfv-Präsident Matthias Schöck und dem Vorsitzenden der Regionalleitung DB Regio AG David Weltzien, die als Sponsor des Wettbewerbs auftritt, im Stuttgarter Hauptbahnhof gezogen. Die Spiele finden am 29. März bzw. das Spiel in Weiler-Simmerberg am 12. April und das Spiel in Aalen am 19. April statt.
|                             | Ergebnis |                            |
| --------------------------- | -------- | -------------------------- |
| Sport-Union Neckarsulm (OL) | 2:3      | Stuttgarter Kickers (OL)   |
| VfR Aalen (RL)              | 0:1      | TSG Balingen (RL)          |
| Türkspor Neu-Ulm (LL)       | 1:0      | SSV Ehingen-Süd (VL)       |
| FV Rot-Weiß Weiler (LL)     | 1:0      | 1. FC Normannia Gmünd (VL) |

* Klassentiefere Mannschaften genießen Heimrecht

## Halbfinale
Die beiden Halbfinalspiele wurden am Mittwoch, den 3. Mai 2023, ausgetragen. Dabei setzten die jeweils höherklassigen Mannschaften sich in ihren Auswärtsspielen durch.
|                         | Ergebnis |                          |
| ----------------------- | -------- | ------------------------ |
| Türkspor Neu-Ulm (LL)   | 0:4      | Stuttgarter Kickers (OL) |
| FV Rot-Weiß Weiler (LL) | 1:2      | TSG Balingen (RL)        |

* Klassentiefere Mannschaften genießen Heimrecht

## Finale
| Stuttgarter Kickers                                     | Stuttgarter Kickers | TSG Balingen Fußball | TSG Balingen Fußball |
| ------------------------------------------------------- | --- | --- | -------------------- |
| Stuttgarter Kickers                                     | \| 3. Juni 2023 in Stuttgart (Gazi-Stadion auf der Waldau) \| \| Ergebnis: 1:1 n. V. (1:1, 1:1); 4:5 i. E. \| \| Zuschauer: 8507 \| \| Schiedsrichter: Manuel Bergmann \|                                                                                     | \| 3. Juni 2023 in Stuttgart (Gazi-Stadion auf der Waldau) \| \| Ergebnis: 1:1 n. V. (1:1, 1:1); 4:5 i. E. \| \| Zuschauer: 8507 \| \| Schiedsrichter: Manuel Bergmann \| | TSG Balingen Fußball |
| Stuttgarter Kickers                                     | Ramon Castellucci – Niklas Kolbe, David Kammerbauer, Paul Polauke, Denis Zagaria – Luigi Campagna (73. Loris Maier), Kevin Dicklhuber, Nico Blank, Lukas Kiefer – David Braig (109. Leon Maier), Konrad Riehle (99. Flamur Berisha) Cheftrainer: Mustafa Ünal | Marcel Binanzer – Laurin Curda, Sascha Eisele, Moritz Kuhn (91. Lukas Ramser), Adrian Müller (75. Jonas Fritschi), Matthias Schmitz – Kaan Akkaya, Tim Wöhrle – Jan Ferdinand, Jonas Meiser (79. Henry Seeger), Leander Vochatzer (97. Lukas Foelsch) Cheftrainer: Martin Braun | TSG Balingen Fußball |
| Stuttgarter Kickers                                     | 1:1 Paul Polauke (15.) | 0:1 Jonas Meiser (10.) | TSG Balingen Fußball |
| Stuttgarter Kickers                                     | Elfmeterschießen | | TSG Balingen Fußball |
| Stuttgarter Kickers                                     | 1:0 Kevin Dicklhuber Binanzer hält gegen Kammerbauer 2:2 Flamur Berisha 3:3 Loris Maier 4:4 Niklas Kolbe | 1:1 Jonas Fritschi 1:2 Sascha Eisele 2:3 Lukas Ramser 3:4 Laurin Curda 4:5 Jan Ferdinand | TSG Balingen Fußball |
| Stuttgarter Kickers                                     | Kiefer (2.), Braig (85.) | Vochatzer (73.), Foelsch (105+2.), Akkaya (107.) | TSG Balingen Fußball |
| Stuttgarter Kickers                                     | Akkaya (120.) | | TSG Balingen Fußball |
| 3. Juni 2023 in Stuttgart (Gazi-Stadion auf der Waldau) | | |                      |
| Ergebnis: 1:1 n. V. (1:1, 1:1); 4:5 i. E.               | | |                      |
| Zuschauer: 8507                                         | | |                      |
| Schiedsrichter: Manuel Bergmann                         | | |                      |